# Acid android (アルバム)
『acid android』（アシッド アンドロイド）は、日本のロックバンド・L'Arc〜en〜Cielのドラマー、yukihiroのソロプロジェクトであるacid androidの1作目のアルバム。2002年9月25日にインターネット限定発売（発売元は自主レーベル、track on drugs records）。2003年3月5日に一般店頭発売（発売元はDanger Crue Records）。

## 解説
yukihiro（L'Arc〜en〜Ciel）が2001年より始動したソロプロジェクト、acid androidの初となる作品。yukihiroのソロ作品としては、2001年9月に発表したシングル「ring the noise」以来約1年ぶり、ソロアルバム作品としては1995年11月に発表したライヴアルバム『「8.13」LIVE AT NISSIN POWER STATION '95.8.13』以来約6年10ヶ月ぶりのこととなる。
なお、acid androidというソロプロジェクトは、2001年5月にL'Arc〜en〜Cielのファンクラブ活動の一環として、yukihiroがソロ名義で主催したDJイベント「acid android in an alcove」にこの名前が冠されたことに端を発している。その後yukihiro名義でのシングルリリースも挿みつつ、半年後となる2001年11月19日にacid androidの名でもってソロライヴ「acid android act in november」を新宿リキッドルームで決行し、acid androidとしての活動が本格的に開始した。

### 音楽性と録音作業
acid androidの音楽性は、yukihiroがOPTIC NERVE、DIE IN CRIESに在籍していた頃から嗜好し、1998年以降にL'Arc〜en〜Cielとして自身が楽曲制作するうえでも大きな影響を受けていた、ミニストリーやニッツァー・エブ、ナイン・インチ・ネイルズを代表するようなダンサンブルなインダストリアル・ミュージックが下敷きとなっている。
ちなみにyukihiro曰く、20歳くらいの頃に聴いたミニストリーからの影響が特に大きかったという。こういった音楽性に興味を持った当時を振り返り、yukihiroは「もともとダンス・ミュージックには全然興味がなかったんですけど、それが大きく変わったのはミニストリーからですね。いわゆるエレクトロニック・ボディー・ミュージック、インダストリアルって言葉が出てきた時からです。ニッツァー・エブやミート・ビート・マニフェストとか、新宿エジソン（当時パンク／ニューウェイヴの聖地として知られていたレコード屋）でボディー・ミュージックと書いてあれば何でも買ってましたね。そうやって聴いていた音楽をどうやってバンドに採り入れるかをいろいろ試行錯誤してました」と述懐している。また、yukihiroは「インダストリアル・ロックや、ジーザス・ジョーンズ、プライマル・スクリームに影響を受けました。特にバンドの楽曲をクラブ寄りのダンス・ミュージックへリミックスしていくスタイルにはくぎ付けでしたよ」と、前述のバンド以外の名前をあげ、ダンス・ミュージックに傾倒していった経緯を述べている。
なお、本作の制作は、ほぼ全ての作業がyukihiroのプライベート・スタジオで実施されている。yukihiroは2010年に受けたインタビューの中で、本作のレコーディングを振り返り、「ファースト・アルバム（＝本作）なんかは1年に渡ってミックスをやり続けちゃって（笑）。acid androidは僕のプロジェクトなのでそういう面が極端に出ている感じになります」と語っている。

### 楽曲について
本作に収録された楽曲は、前項のような音楽性からの影響もあり、インダストリアルやギターリフが印象的なヘヴィー・ロック・サウンドに、エレクトロニック・ボディ・ミュージック的な構成を掛け合わせていったものが基本の形となっている。また、楽曲制作ではアナログ・シンセサイザーやリズムマシンを用いた打ち込み、サンプラーを用いたサンプリングが多用されており、ループするリフものが多く手掛けられている。ちなみに、本作では、打ち込みをメインとした楽曲制作が行われたこともあり、yukihiroはドラムを叩いておらず、ボーカル、ギター、プログラミング、ミックス作業を担当している。また、本作のレコーディングには、ライヴのサポートメンバーを務めるtomo（D.T.R）がギターで参加している。
本作の7曲目に収録された「double dare」は、イギリスのロックバンド、バウハウスが1980年に発表したアルバム『イン・ザ・フラット・フィールド』の収録曲「ダブル・デアー」のカバー音源となっている。acid androidでは、バウハウスを始め、デヴィッド・ボウイやデペッシュ・モード、SOFT BALLETなどのカバーをライヴで披露しているが、カバーのスタジオ音源をフィジカル化したacid androidの作品はこれが唯一となる。

### リリース形態
本作は、2002年9月25日にacid androidの公式ホームページを通じ、インターネット販売限定でリリースされている。なお、yukihiroは本作リリースのため、自主レーベル、tracks on drugs recordsを発足している。そして本作は、ダイキサウンドをディストリビューターとし発売されている（規格品番はTODR-001）。また、2002年に発表したインターネット販売限定盤には、初回仕様限定としてスリーブパッケージが付属している。そして、翌2003年3月5日には、Danger Crue Recordsより、一般店頭での販売を開始している。なお、フィジカルのアートワークは、竹内光司が担当している。

## 収録曲
| #   | タイトル        | 作詞                                               | 作曲                                               | 時間 |
| --- | --------------- | -------------------------------------------------- | -------------------------------------------------- | ---- |
| 1.  | 「pleasure」    |                                                    | yukihiro                                           | 0:24 |
| 2.  | 「irritation」  | yukihiro                                           | yukihiro                                           | 6:13 |
| 3.  | 「suffering」   |                                                    | yukihiro                                           | 1:16 |
| 4.  | 「intertwine」  | yukihiro                                           | yukihiro                                           | 4:12 |
| 5.  | 「unsaid」      | yukihiro                                           | yukihiro                                           | 4:24 |
| 6.  | 「relation」    | yukihiro                                           | yukihiro                                           | 4:51 |
| 7.  | 「double dare」 | peter murphy, daniel ash, david jay, kevin haskins | peter murphy, daniel ash, david jay, kevin haskins | 5:34 |
| 8.  | 「in loops」    | yukihiro                                           | yukihiro                                           | 4:19 |
| 9.  | 「into air」    | yukihiro                                           | yukihiro                                           | 6:12 |
| 10. | 「amniotic」    | yukihiro                                           | yukihiro                                           | 7:12 |
| 11. | 「stoop down」  | yukihiro                                           | yukihiro                                           | 5:06 |

## クレジット
- produce：yukihiro
- write, performance, program and mix：yukihiro
- guitar：tomo, yukihiro
- translate and vocal on amniotic(#10)：3＋3
- vocal recording：tatsuhiro naruse
- vocal direction：tomo, watanabe
- recording directer：yutaka abe, fumihito yokono
- kill time partner：wada
- mastering：masao nakazato at onkio haus
- art direcition：koji takeuchi
- management：yasuhiko shouji, mami jo
- track on drugs records：yukihiro